# Марийяк, Луи де
Луи де Марийяк (фр. Louis de Marillac; 1573[…], Aigueperse — 10 мая 1632, Париж), граф де Бомон-ле-Роже — французский военачальник, маршал Франции.

## Биография
Сын (посмертный) Гийома де Марийяка, сеньора де Ферьера, генерального контролера и интенданта финансов, и Женевьевы де Буа-Левек.
Участвовал добровольцем в осаде Лана (1594), бою при Фонтен-Франсез (1595), осаде Ла-Фера (1596) и осаде Амьена (1597). После взятия последнего получил роту шеволежеров.
Штатный дворянин Палаты короля (1598), младший лейтенант роты жандармов герцога Анжуйского (1608).
В 1611 году был с дипломатической миссией в Савойе, Мантуе, Флоренции и Венеции; в 1616 году был направлен послом в Лотарингию, Германию и Италию по поводу заключения Лудёнского мира Марии Медичи с лидерами протестантов.
Кампмаршал и генеральный комиссар лагерей и армий (1617), служил в этом качестве в Шампанской армии герцога де Гиза и маршала Темина.
Участвовал в осаде Монтобана, обложенного 17 августа 1621, и был там ранен; затем в осаде Монёра, сдавшегося королю 12 декабря.
14 апреля 1622 высадился на острове Перье, который защищал от атак герцога де Субиза; 16-го вместе с королем переправился на остров Ре, где были убиты пятнадцать сотен мятежников. Командовал левым крылом атаки при осаде Руайяна, сдавшегося королю 11 мая. Был при взятии штурмом Негрепелиса 2 июня, при осаде Сент-Антонена, сдавшегося королю 22-го после блокады, и Монпелье, подчинившегося 19 октября.
Был главнокомандующим в области Меца в 1625 году и командовал там под началом герцога Ангулемского в 1625—1626 годах. 19 апреля 1625 был назначен губернатором города и цитадели Вердена; патентом от того же числа набрал пехотный полк, а 25 мая, после отставки Монтиньи, получил генеральное наместничество в Трех епископствах.
Кампмаршал в Ониской армии, он отличился при осаде Ла-Рошели и захвате острова Ре (1627). После взятия Ла-Рошели в ноябре 1628 распустил свой полк и стал капитан-лейтенантом жандармов Марии Медичи.
Главнокомандующий Шампанской армией (1629), которую повел в Лангедок на осаду Прива. После штурма гарнизон и жители покинули город и укрылись в форте Туллон, сдавшемся королю 29 мая. Впечатленный действиями Марийяка и его храбростью, король произвел его в маршалы Франции 1 июня в лагере под Прива. Присяга была принесена 3-го. В том же году был пожалован в рыцари орденов короля, но орден Святого Духа так и не получил.
В 1630 году командовал в Шампани маленькой армией, оборонявшей границу от действий имперцев, затем привел войска в Пьемонт на помощь осажденному Казале.
Вместе с братом, хранителем печати Мишелем де Марийяком, под влиянием королевы-матери вступил в заговор против Ришельё, надеясь воспользоваться болезнью Людовика XIII для отстранения от власти всесильного первого министра. Выздоровление монарха и возвращение влияния кардинала (день одураченных 11 ноября 1630) привели к печальным последствиям для заговорщиков. В Пьемонт с приказом задержать Марийяка был послан маршал Шомберг. Граф де Бомон-ле-Роже был арестован в лагере под Фолиццо 22 ноября, на следующий день после объявления королевской благодарности за военные успехи, и препровожден в крепость Сен-Мену, откуда был переведен в цитадель Вердена, где для суда над ним собралась специальная палата.
Ришельё был осведомлен о военных приготовлениях маршала, собранных в Шампани котрибуциях, которые должны были использоваться для работ по укреплению Верденской цитадели, но, по утверждению первого министра, были расхищены. Процесс затянулся, поскольку Марийяк дважды апеллировал к парламенту, и тот выносил решения в его пользу, но по настоянию Ришельё, стремившегося отомстить своим противникам, королевский совет оба раза кассировал эти постановления. Мария Медичи безуспешно пыталась спасти маршала.
Марийяк был переведен в Понтуазский замок, оттуда в загородный дом кардинала в Рюэль, где собралась новая судебная палата. Комиссары, обвинившие маршала в хищении и растрате государственных средств, разошлись во мнениях относительно его виновности и на голосовании 24 членов палаты юстиции 8 мая 1632 Марийяк был приговорен к смертной казни с перевесом в один голос. Родственники пытались добиться от короля помилования, надеясь, что маршалу смягчат наказание уже на эшафоте, но Ришельё был непреклонен.
Когда секретарь начал зачитывать обвинения: «хищения, взяточничество, лихоимство», маршал воскликнул: «Все это ложь», а по поводу пункта, приговорившего его к выплате возмещения ущерба в размере ста тысяч экю, прокричал: «Вся моя собственность столько не стоит». Дворянин, конвоировавший Марийяка по дороге к месту казни, выразил сожаление, что маршала приходится вести со связанными за спиной руками, на что Марийяк сказал: «Жалейте лучше короля, а не меня». Он был обезглавлен на Гревской площади 10 мая и погребен рядом с женой в церкви фёйянов, где был установлен его бюст с надписью Sorte funesta clarus.
Один из судей, Поль Э дю Шатле, сочинил Observations sur la vie et la condamnation du maréchal de Marillac (1633), написанные латинской прозой и стихами, в котором бросает самые жестокие инвективы братьям Марийякам.
История процесса и наказания Марийяка была описана в дневнике кардинала Ришельё, приведенном Леклером в его «Истории» в пяти томах in-12 (1753).
Жена (20.12.1607): Катрин де Медичи (ум. 19.09.1631), дочь Козимо де Медичи и графини Дианы ди Барди. Брак бездетный